# Canal Digital
Canal Digital var ett distributionsbolag inom tv och interaktiva tjänster. Bolaget grundades 1997 som ett samarbete mellan norska Telenor och franska Canal+ och var  helägt av Telenor. Företaget uppgick 2020 i Allente.
Canal Digital distribuerade 2012 cirka 100 tv-kanaler och interaktiva tjänster till närmare tre miljoner hushåll i Norge, Danmark, Sverige och Finland. I Sverige var då drygt 1 miljon hushåll anslutna till Canal Digital. Cirka 25 procent av tv-hushållen i Norden tar emot tv-signaler direkt eller indirekt från Canal Digital. Företaget har en total årsomsättning på cirka 4,4 miljarder norska kronor.

## Historik
Canal Digital grundades i mars 1997 genom ett samarbete mellan Telenor och Canal+ (som nu heter C More). Sedan 2003 (alternativt 2001) ägs Canal Digital helt av Telenor, en av världens största telekomkoncerner. Canal Digital är en del av Telenors affärsområde Telenor Broadcast och har verksamhet i Norge, Sverige, Danmark och Finland. Canal Digitals huvudkontor ligger i Fornebu utanför Oslo. Canal Digital Sverige omsätter omkring 1,5 miljarder kronor per år och har cirka 60 medarbetare på huvudkontoret i Stockholm. VD är John Nordin.
Den 20 juni 2011 sålde Canal Digital sin kabel-tv-verksamhet till Com Hem, men köpet godkändes inte av Konkurrensverket. Canal Digital sålde då sin kabel- och IPTV-verksamhet till Telenor Sverige. Canal Digital och Canal Digital Kabel-tv är nu två helt olika bolag inom samma koncern.

## Milstolpar
- Canal Digital var först med att lansera On Demand-tjänster.
- Canal Digital var först i Sverige med att lansera digital-tv via bredband.
- September 2005 – Canal Digital var först med HDTV i Sverige. På Canal Digital-plattformen startade en HDTV-kanal kallad Canal+ HD i Sverige (från början C More HD).[5]
- Maj 2010 – Canal Digital var första tv-operatör i Norden att testa 3D-tekniken i samband med att Eurosport och Panasonic visade Franska Öppna tennismästerskapen.
- December 2011 – Canal Digital säljer sin kabel-tv- och IPTV-verksamhet till Telenor[4].
- Januari 2012 – Canal Digital lanserar den första 3DTV-kanalen i Sverige [6].
- December 2012 – Canal Digital är först med att lansera funktionen Follow me[7].

## Teknik och distribution
På den svenska marknaden distribuerar Canal Digital tv via satellit-TV. Företaget Canal Digital Kabel distribuerar TV via kabel-tv och bredband (IPTV).
Satellit-tv är tv-sändningar där en satellit används för att sända tv-program direkt till den enskilda tv-tittaren (DTH, direct to home) via en egen parabol i hushållet. Man kan ta emot satellit-tv i så gott som hela Europa. I Sverige finns två stora satellit-tv-operatörer – Viasat och Canal Digital.
Canal Digitals kunder med parabolantenn mottar signalen från satelliterna Thor 5, Thor 6 samt Thor 7, dessa är positionerade 0,8° väst. Satelliterna ägs av Telenor Broadcast Holding.